# Château de Blain
 (février 2013).
Le château de Blain ou château de la Groulais est une forteresse médiévale, située dans la commune française de Blain, en Loire-Atlantique. 
Construit au début du XIIe siècle par le duc de Bretagne Alain Fergent, il fait partie du système de défense du duché de Bretagne (937-1532), aux côtés des châteaux de Vitré, Fougères, Châteaubriant, Ancenis et Clisson, face aux principautés féodales voisines, puis face aux interventions des rois de France, notamment à la fin du XVe siècle.
Centre de la seigneurie de Blain, il est détenu successivement par la maison de Blain (mal connue), la maison de Clisson, la maison de Rohan, puis sa branche de Rohan-Chabot. Après la Révolution française et l'abolition des seigneuries, le château reste propriété des Rohan-Chabot, mais il est vendu en 1802 et connaît ensuite plusieurs propriétaires, dont le plus connu est Marie Bonaparte, épouse du prince Georges de Grèce, qui le détient de 1918 à 1950.
Les bâtiments  d'origine ont été agrandis au XIIIe siècle par le connétable Olivier Ier de Clisson et fortement remaniés au XVIe siècle dans le style Renaissance. En 1591, au cours de la huitième guerre de Religion, il est pris et endommagé par les troupes de la Ligue catholique, soulevée contre le roi Henri IV, à qui les Rohan, une des grandes familles protestantes du royaume, apportent leur soutien.
Cet édifice est classé monument historique. Il a été restauré entre 1991 et 2005 par des volontaires de l'association Chantiers Histoire et Architecture Médiévales.

## Localisation
Blain se trouve à 35 km au nord de Nantes, non loin de l'actuelle route de Nantes à Rennes (RN 137), qui passe par Nozay, reprenant le trajet de la route royale construite au XVIIIe siècle.

### Situation de Blain dans le duché de Bretagne
Jusqu'à la construction de cette route royale, c'est à Blain que passait la route de Nantes à Rennes, par Le Gâvre.
Blain se trouvait à l'intérieur du comté de Nantes, à environ 40 km à l'ouest de Châteaubriant (proche de l'Anjou et du Maine), 35 à l'ouest d'Ancenis (sur la Loire, à la limite de l'Anjou) et 55 au nord de Clisson (proche du Poitou), villes dont les châteaux étaient donc plus directement menacés par les armées du roi de France, quand elles attaquaient le duché de Bretagne, notamment dans les années 1480, durant la Guerre folle.

### Situation du château par rapport à la ville de Blain
Le château est implanté au sud de la rivière Isac (ici partie du canal de Nantes à Brest), à l'extérieur de la ville, entre le port situé sur le canal au nord-nord-est, la N 171/D 771, reliant Laval à Saint-Nazaire à l'ouest et la forêt de la Groulaie au sud. 
Avant la construction du canal de Nantes à Brest au XIXe siècle, les douves du château étaient alimentées par les eaux de l'Isac.

## Historique

### Construction du château par Alain IV de Bretagne
Le premier château est construit sur l'ordre Alain IV Fergent, duc de Bretagne et comte de Nantes, vers 1104. 

### Période des maisons de Blain et de Clisson
Le château et la seigneurie de Blain sont ensuite donnés en fief au chevalier Guégon, premier représentant de la maison de Blain dont le nom soit connu. 
En 1225, la seigneurie et le château échoit par mariage à la maison de Clisson. À la suite de la révolte d'Olivier Ier de Clisson contre le duc, le château est rasé en 1260. Puis son fils, Olivier II de Clisson, obtient du duc l'autorisation de reconstruire le château. 
La famille de Clisson l'agrandit progressivement au cours du XIVe siècle. Sous le règne d'Olivier V de Clisson, le château est devenu une redoutable forteresse. 

### Période de la maison de Rohan (1407-1802)
En 1407, le château échoit à la maison de Rohan, qui le conserve jusqu'en 1802.

#### XVIesiècle: protestantisme et guerres de Religion
Au XVIe siècle, les Rohan faisant partie des grandes familles protestantes, aux côtés des Coligny, des Condé et des Albret, Blain devient un des centre de la Réforme en Bretagne, attirant des huguenots du comté de Nantes voulant se placer sous leur protection, particulièrement durant la période des guerres de religion (1562-1598).  
Durant la huitième guerre de Religion (1585-1598), le château est assiégé par les troupes espagnoles de Juan d'Aguila et incendié le 21 novembre 1591 lors des combats entre Philippe-Emmanuel de Lorraine, duc de Mercœur, gouverneur de Bretagne et gouverneur de Nantes, partisan de la Ligue catholique, et Jean de Montauban, chevalier de Goust, commandant de la garnison. 
Un trésor de 3091 pièces d'argent (30 kg) placé dans un coffre dissimulé durant le siège au fond d'une fosse d'aisances a été retrouvé lors de fouilles archéologiques qui ont eu lieu en 1890, mais il n'est aujourd'hui plus localisé.
La paix revenue, le château est restauré par Catherine de Parthenay (1554-1631), calviniste convaincue, veuve de René II de Rohan (1550-1586), qui s'y installe avec ses enfants, Catherine, Henri, Benjamin et Anne.

Armoiries de François Viète (portail).

Le mathématicien François Viète (1540-1603), qui a été le professeur de Catherine dans les années 1560, séjourne à plusieurs reprises au château de Blain, dans les années 1570 et 1580.

#### De Richelieu à la Révolution française
Henri II de Rohan (1579-1638), étant devenu le premier des princes protestants, Richelieu ordonne en 1628 le démantèlement du château qui perd alors son rôle militaire. Les remparts sont en partie rasés, mais il en reste d'imposantes ruines.
En 1789, la seigneurie de Blain disparaît (nuit du 4 août), mais les Rohan conservent la propriété de l'ancienne réserve seigneuriale, incluant le château. Celui-ci subit encore des dommages au cours de la Révolution : il est pillé et incendié. Les archives de la famille de Rohan disparaissent alors dans les flammes. Il sert de caserne, puis de prison.[Quand ?]

### À partir de 1802: plusieurs propriétaires successifs

#### De 1802 à 1918
En 1802, le château est vendu à un banquier parisien. Il passe aux mains de différents propriétaires, dont en 1892 les barons de Lareinty qui le conservent jusqu'en 1918. 

#### Marie Bonaparte (1918-1950)
En 1918, Marie Bonaparte (1882-1962), épouse du prince Georges de Grèce, l'acquiert par amour pour son amant, Aristide Briand, originaire de Nantes, député de la Loire-Inférieure à partir de 1919, qui a vécu au château dans son enfance, alors que sa mère y était lingère. Elle fait restaurer le château pour pouvoir y habiter et en attendant réside au château de Pont-Piétin, propriété du commandant d'aviation Jules de Lareinty-Tholozan.
Au début de la Seconde Guerre mondiale, le château manque être réquisitionné par le général britannique qui stationne dans la région[Qui ?] pour recevoir un dépôt de carburant, mais est finalement occupé par des réfugiés venus de Paris. 
En 1950, sa fortune ayant diminué pendant la guerre, Marie Bonaparte décide de se séparer de plusieurs biens, dont Blain.

#### Depuis 1950
Les propriétaires suivants remanient le Logis du Roy et la tour du Moulin. 
À la suite de leur classement au titre des monuments historiques, le 15 juin 1977, la commune achète ces parties du château. Le reste du bâtiment, toujours privé, fait l'objet d'une inscription à cette même date (1977). Certains abords (douves, parc, portail) sont inscrits depuis le 26 mars 2009.
Les parties privées du château sont achetées en 2011 par Yvon et Laurence Morin. Les deux nouveaux propriétaires, qui réalisaient un « rêve de gosse », entreprirent la restauration des toitures, la mise au norme de l'électricité ainsi que la réfection de la tour du moulin. En 2016, l'étage du logis du roi est occupé par un laser-game, mais un peu plus d'un an après, l'aventure prend fin pour cause d'impayés.
En juin 2017, les 3 500 m2 de la partie privée du château ainsi que le fonds de commerce et le bail d'un locataire sont mis en vente. Elles comprennent le cellier de la reine, le logis du roi, la tour du moulin, l'ancien moulin devenu gîte, le parking et les jardins.
Le 31 décembre 2021, la maison de retraite de Groulais ferme ses portes. La maison fut bâtie en partie sur des terrains achetés au domaine du château en 1959.

## Description

### Vue d'ensemble
Le domaine du château, en partie public et en partie privé, a une superficie de 4,4 hectares, y compris les douves et les fossés, autrefois alimentés par l'Isac. 
L'ancien château comportait un mur d'enceinte, dits « grande enceinte », en partie détruits à l'époque de Richelieu, aujourd'hui classés et appartenant à la commune. À l'intérieur de ce mur d'enceinte se trouvaient une cour d'honneur et le bâtiment appelé « Petit Chastel », incluant les « Logis du roy » et « Logis de la reine ».
Le château de Blain a eu jusqu'à douze tours, soit sur le mur d'enceinte, soit sur le Petit Chastel. Neuf d'entre elles, plus ou moins bien conservées, restent visibles.
L'entrée principale se faisait par une porte monumentale située au nord-ouest (lieu-dit « les Pavés » dans la rue Olivier V de Clisson). L'entrée actuelle se fait par le pont-levis. 

### L'ancien mur d'enceinte («grande enceinte»)
Il existe encore cinq tours du mur d'enceinte :
- la tour nord-est, du XVIe siècle (22 m de diamètre) ;
- la tour est, du XVIe siècle (22 m de diamètre), en fer-à-cheval ;
- la tour sud-est, du XVIe siècle (22 m de diamètre), surplombée par la tour de la Prison (XIVe siècle) (25 m par 8,5 m)[pas clair], couverte d'un toit d'ardoises conique dite tour d'artillerie édifiée vers 1500  ; elle a été progressivement comblée en son centre par une épaisseur de plus de sept mètres de gravats dont le poids fragilisait la structure de l'édifice ; des fouilles qui ont eu lieu au printemps 2019 ont permis la découverte de divers objets du XVIe siècle[13] ;
- la tour Pont-Levis, du XIVe siècle, 40 m par 15 m, couverte d'un toit d'ardoises conique ;
- la tour sud-ouest, en fer-à-cheval, protégeait le pont-levis.

L'espace délimité par le mur d'enceinte a été aménagé en pelouses et allées et sert aujourd'hui à des reconstitutions historiques médiévales. L'ancienne cour d'honneur est en grande partie occupée par un parking pour la clientèle de la partie privative du domaine.

### Le Petit Chastel

#### Tours
Le Petit Chastel, aussi appelé « Petit Castel »[réf. nécessaire], comporte quatre tours :
- la tour du Moulin au nord-ouest : ronde avec un toit-terrasse et des mâchicoulis ;
- la tour du Connétable au nord-est, datant de 1386 : ronde, mesurant 45 m par 15 m avec un toit conique et une tourelle-escalier carrée saillante couverts d'ardoises,  ;
- la tour du Donjon des Armes au sud-ouest, a été détruite en 1629 ;
- la tour de l’Horloge au sud-est a été rasée en 1804, il n'en reste que les fondations.

#### Logis du Roy et logis de la Reine

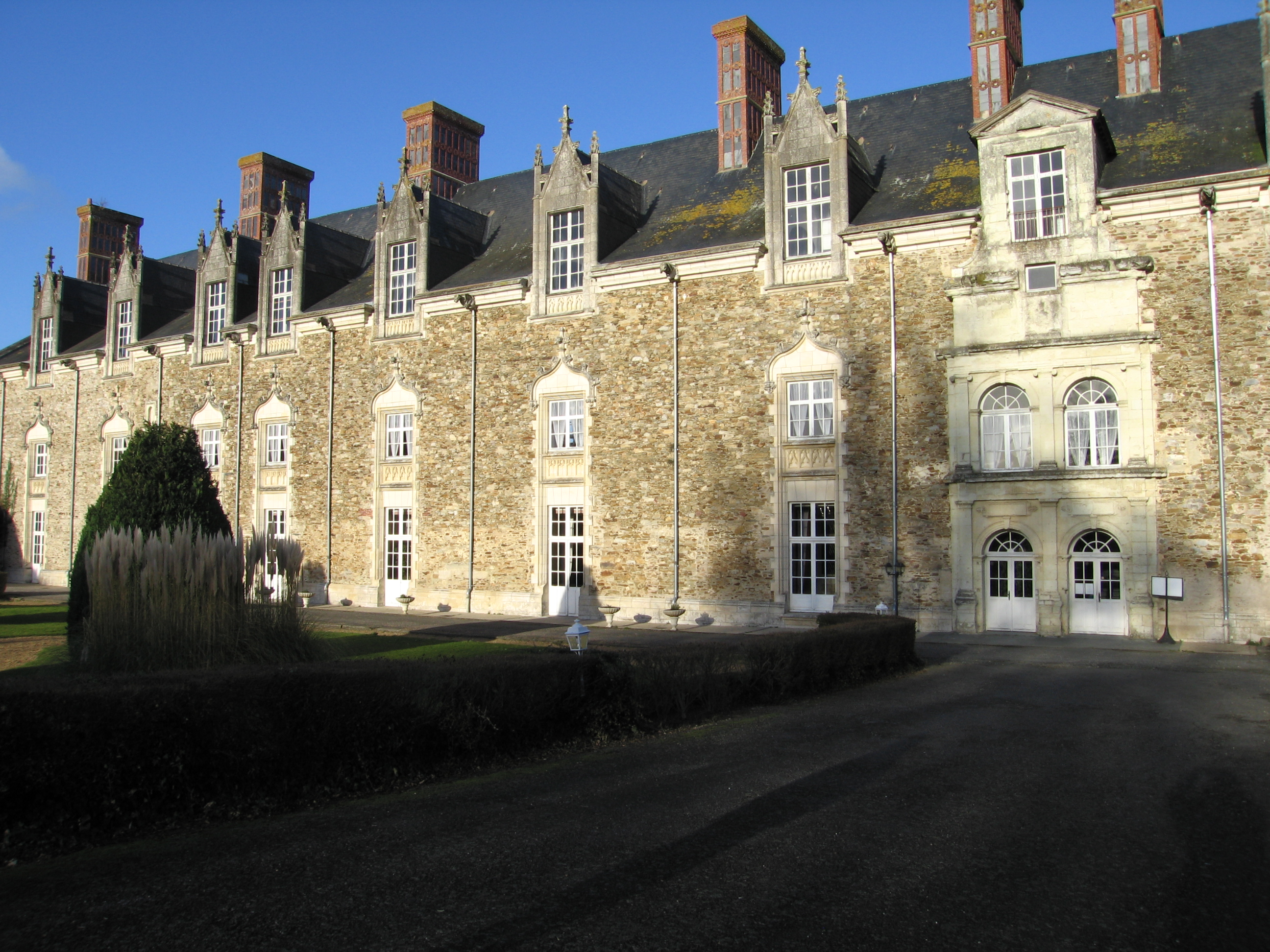
Le Logis du Roy, au Petit Chastel.

Le Logis du Roy, qui accueille actuellement des événements ponctuels : marchés de Noël, foires, Halloween, mariages, séminaires, etc, date du XVe siècle. Situé entre les tours du Connétable et du Moulin, il est pourvu à l'extérieur d'un jardin à la française.  
Il a été restauré par Marie Bonaparte dans le style Renaissance, avec de hautes lucarnes à pinacles, des gargouilles et des cheminées à dessins de briques et d'ardoise.
Le Logis de la Reine se trouvait entre la tour du Moulin et la tour du Donjon des Armes. Détruit à l'époque de Richelieu, il n'en reste que les parties basses et les caves appelées « cellier de la Reine » Il accueille aujourd’hui des événements occasionnels tels que le marché de Noël).
De la chapelle du XVIe siècle ne subsiste que la crypte. 
Les bâtiments de la métairie, à côté de la porte monumentale, sont devenus des gîtes.

## Galerie

Gargouilles du Logis du Roy
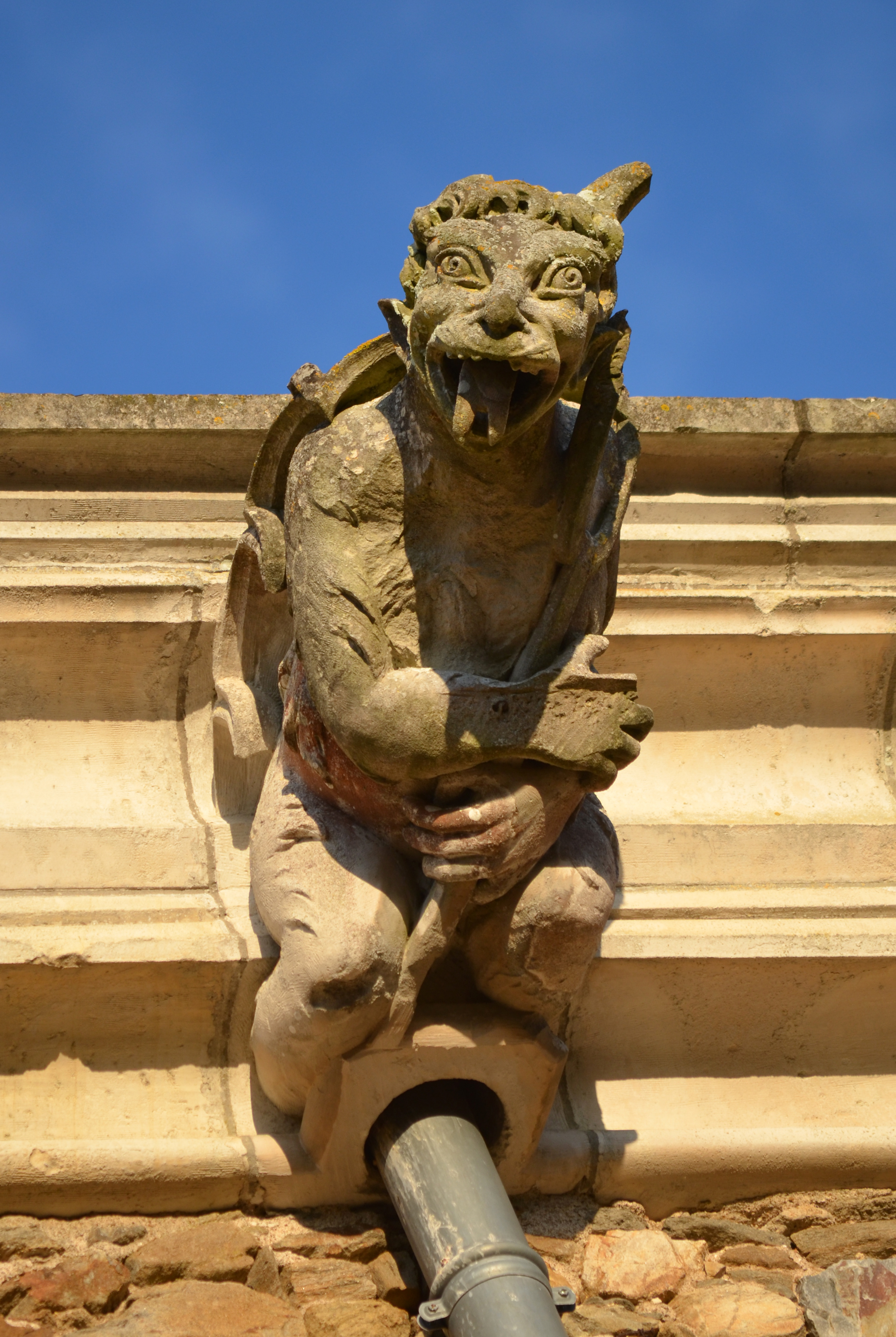
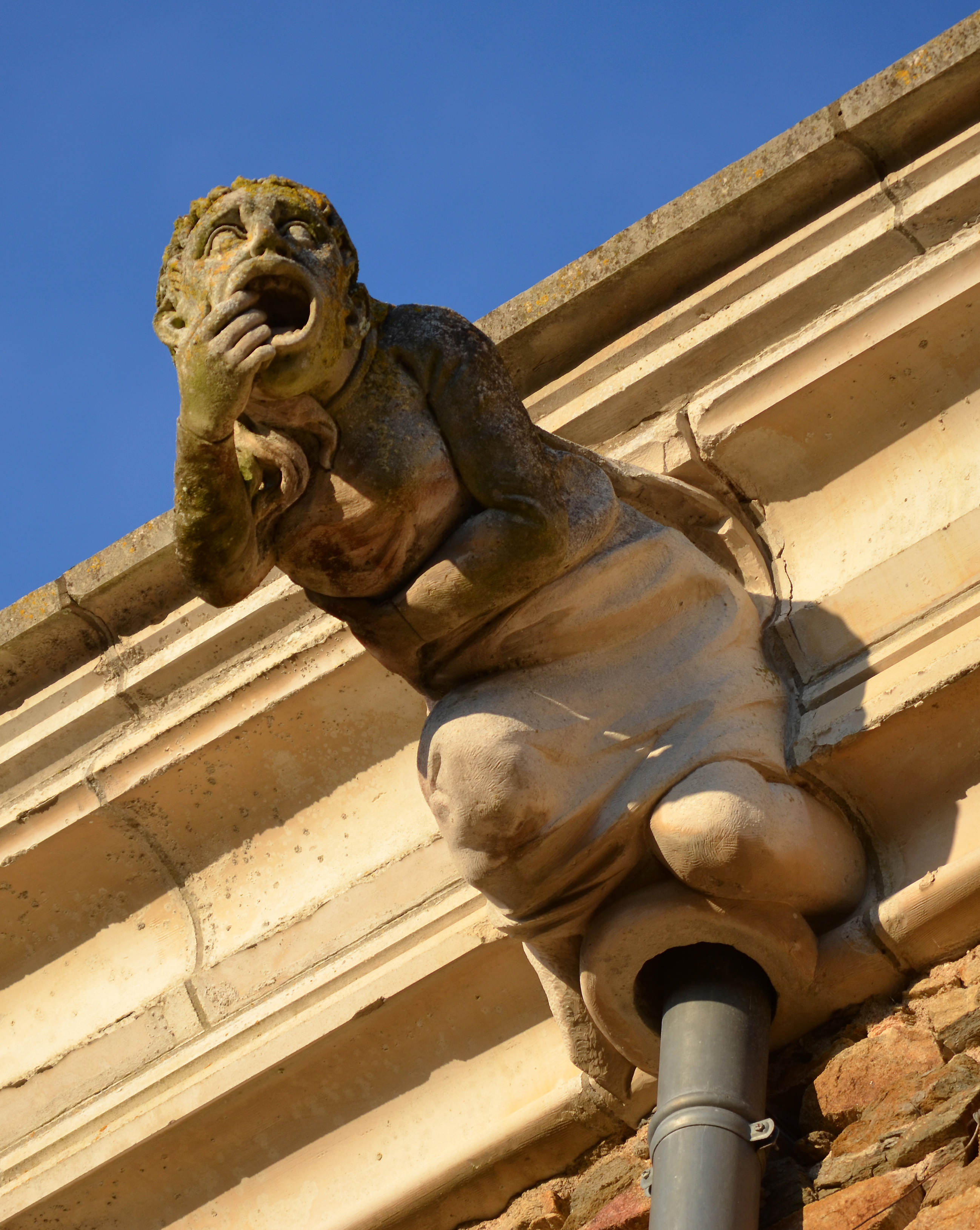
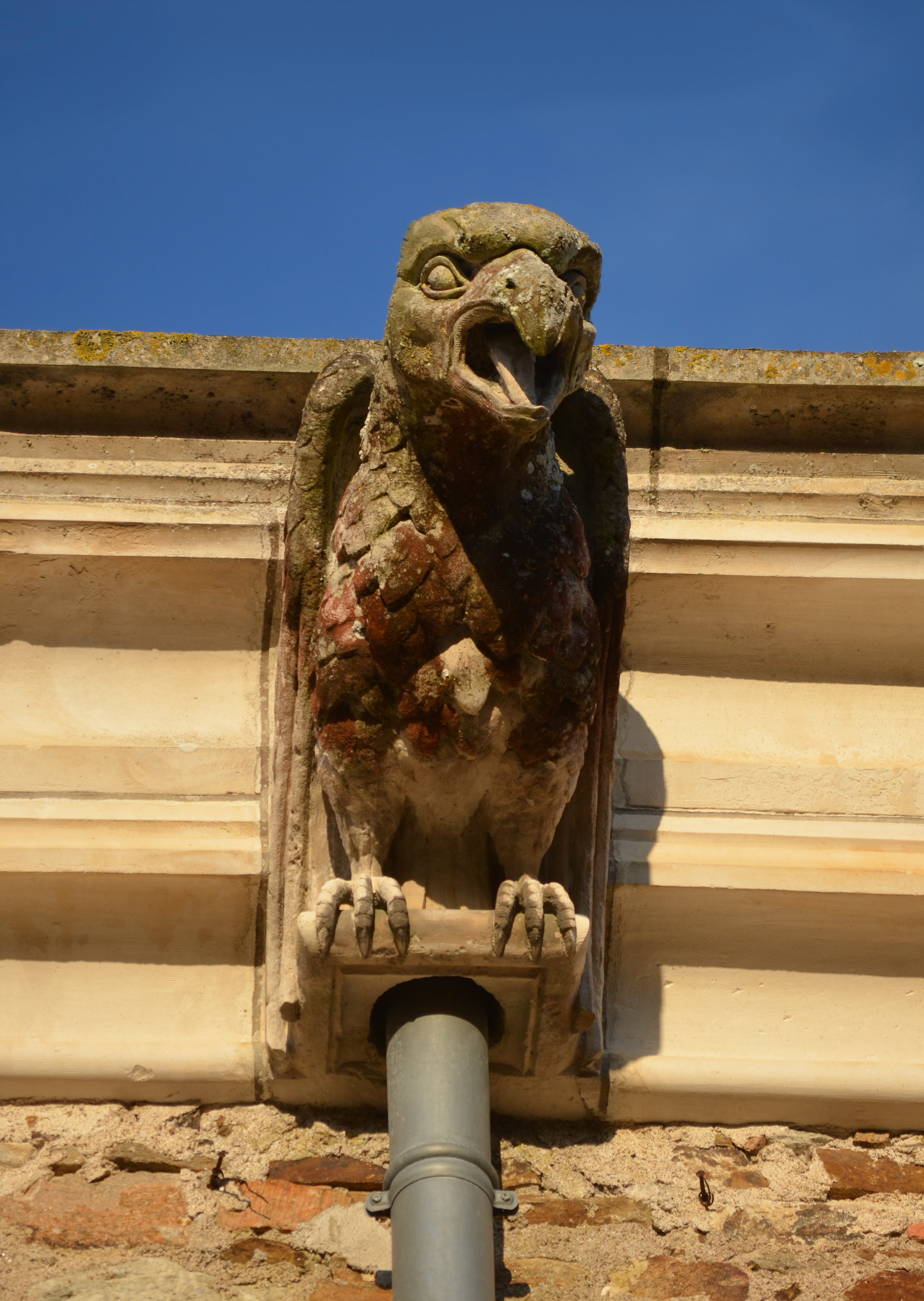
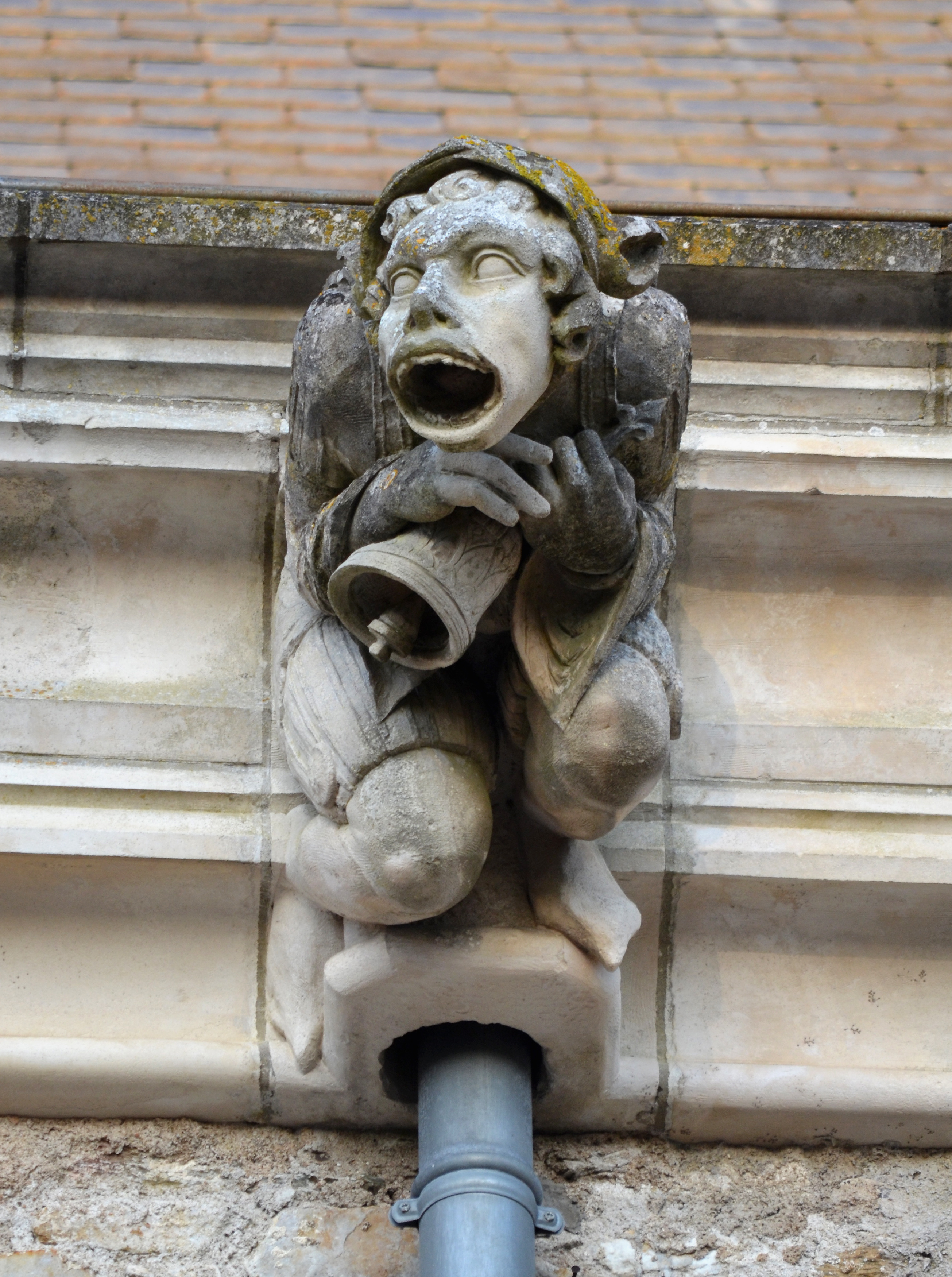
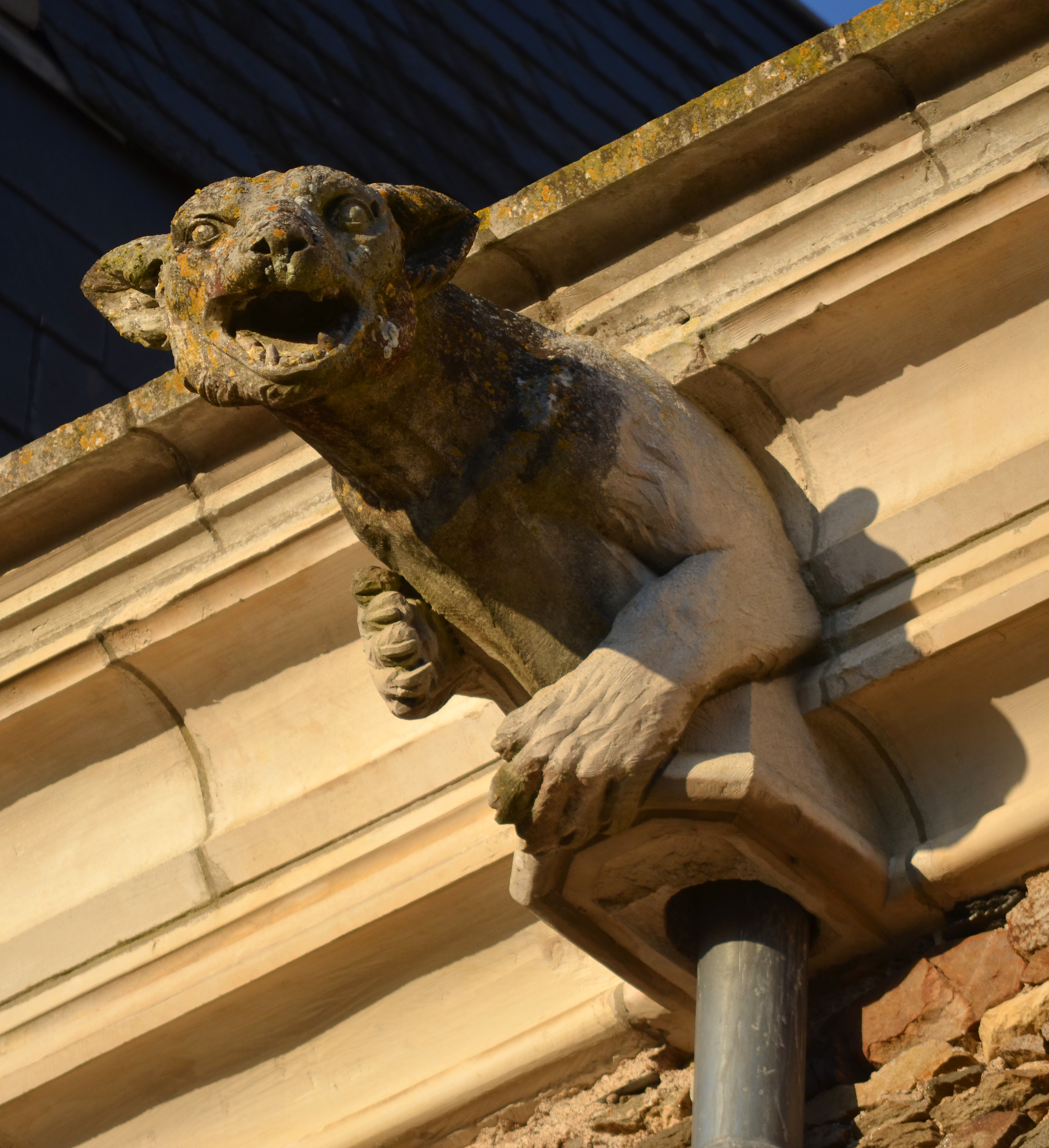
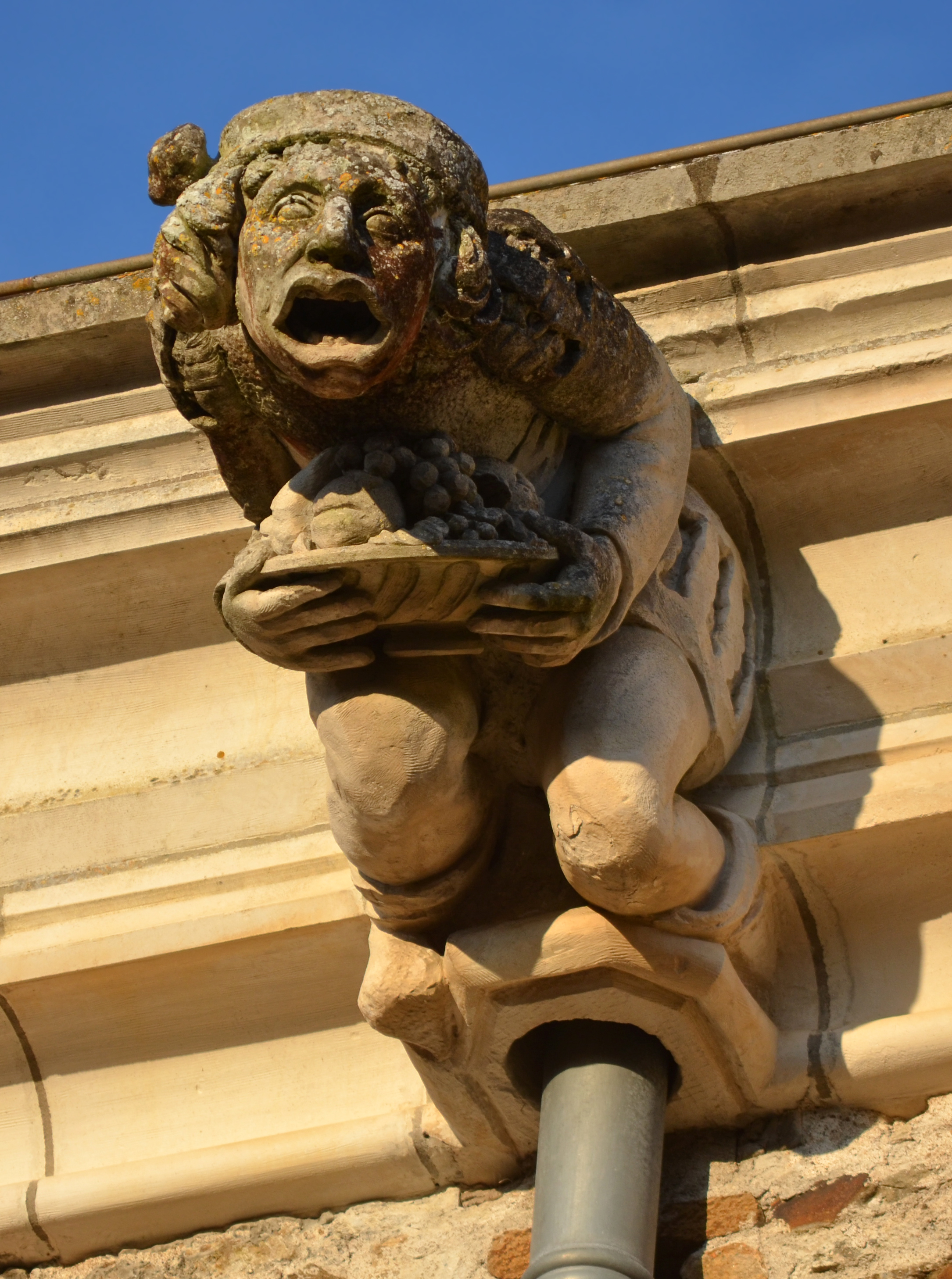
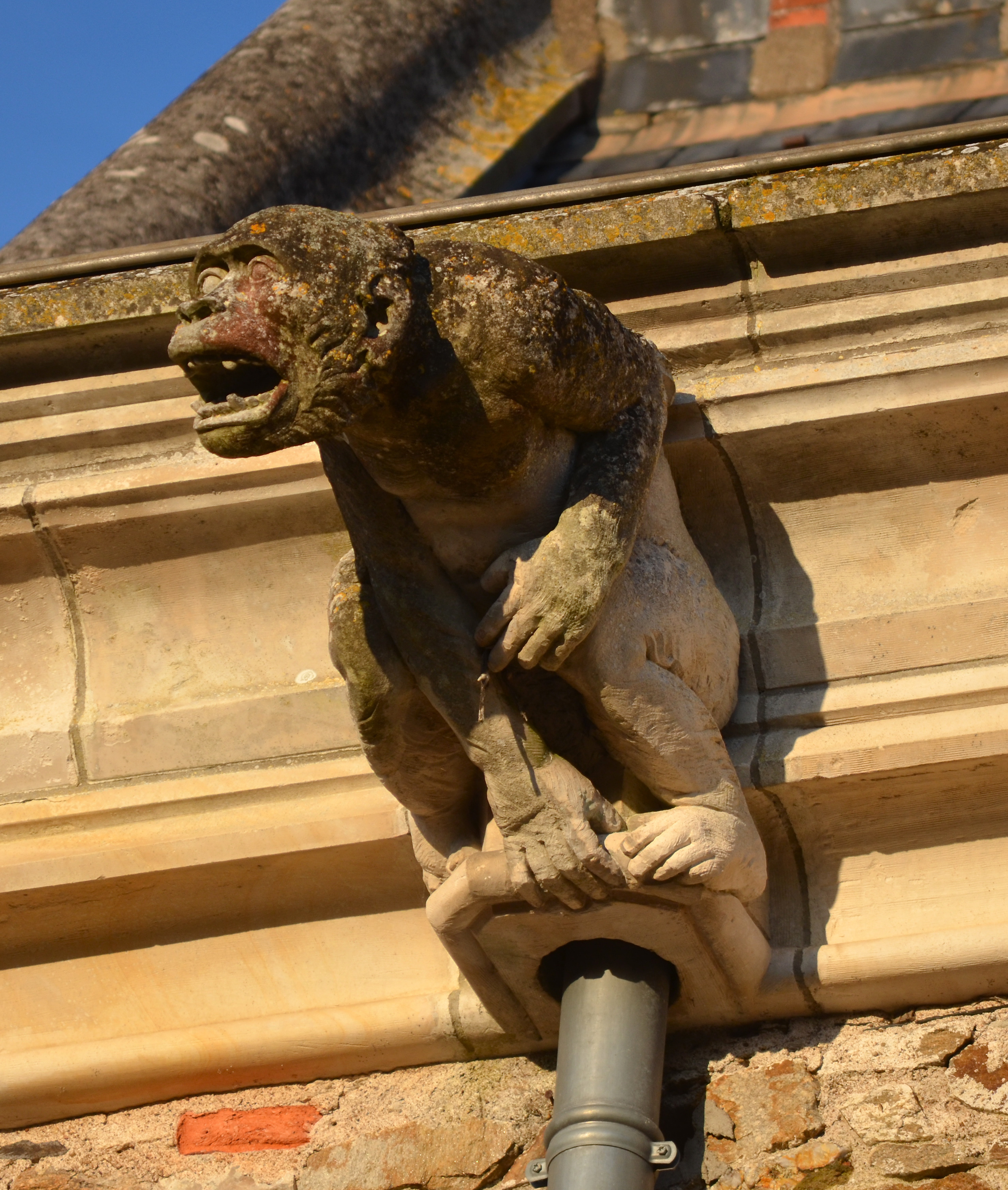

## Ouverture au public et à des associations
Le château est ouvert de mai à septembre : « Durant la période estivale, il devient un lieu d’exposition qui accueille des artistes venus de divers horizons. De la peinture à la sculpture en passant par la photographie, les salles du château offrent un véritable écrin aux œuvres exposées. » 
Plusieurs associations bénéficient des locaux : 
- Château Essor blinois[15] (reconstitutions historiques)
- Amagraph[16], qui gère un musée de l'Imprimerie ancienne.
- le Centre de la fresque[17], atelier de la technique de peinture a fresco.

### Sources
- Panneau d'information à proximité du château